# Petrorossia chapini
Petrorossia chapini är en tvåvingeart som beskrevs av Charles Howard Curran 1927. Petrorossia chapini ingår i släktet Petrorossia och familjen svävflugor. Inga underarter finns listade i Catalogue of Life.